# James Streshly Jackson

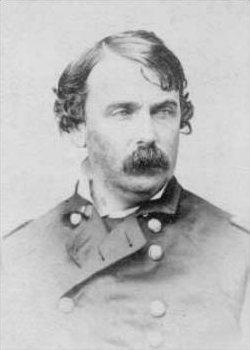
James Streshly Jackson

James Streshly Jackson (* 27. September 1823 im Fayette County, Kentucky; † 8. Oktober 1862 im Boyle County, Kentucky) war ein US-amerikanischer Offizier und Politiker. Im Jahr 1861 vertrat er den Bundesstaat Kentucky im US-Repräsentantenhaus.

## Werdegang
James Jackson besuchte zunächst das Centre College in Danville und danach bis 1844 das Jefferson College in Canonsburg (Pennsylvania). Nach einem anschließenden Jurastudium an der Transylvania University in Lexington und seiner 1845 erfolgten Zulassung als Rechtsanwalt begann er in Greenupsburg in diesem Beruf zu praktizieren. Im Jahr 1846 nahm er am Mexikanisch-Amerikanischen Krieg teil. Dabei stieg er bis zum Leutnant auf. Nach einem Duell mit einem anderen Offizier musste er am 10. Oktober 1846 den Militärdienst quittieren. Im Jahr 1859 zog er nach Hopkinsville in Kentucky.
Bei den Kongresswahlen des Jahres 1860 wurde Jackson als Unionist im zweiten Wahlbezirk von Kentucky in das US-Repräsentantenhaus in Washington, D.C. gewählt, wo er am 4. März 1861 die Nachfolge von Samuel Peyton antrat. Jackson verblieb nur bis zum 13. Dezember 1861 im Kongress. Dann trat er zurück, um während des Bürgerkrieges im Heer der Union zu dienen. Im Krieg stellte Jackson eine Kavallerieeinheit auf. Er wurde als Oberst Kommandeur eines Kavallerieregiments aus Kentucky. Im Juli 1862 wurde er zum Brigadegeneral befördert. Jackson nahm an mehreren Schlachten teil. In der Schlacht bei Perryville wurde er am 8. Oktober 1862 tödlich verwundet. Später wurde er in Hopkinsville beigesetzt.